# Higasijama-kultúra

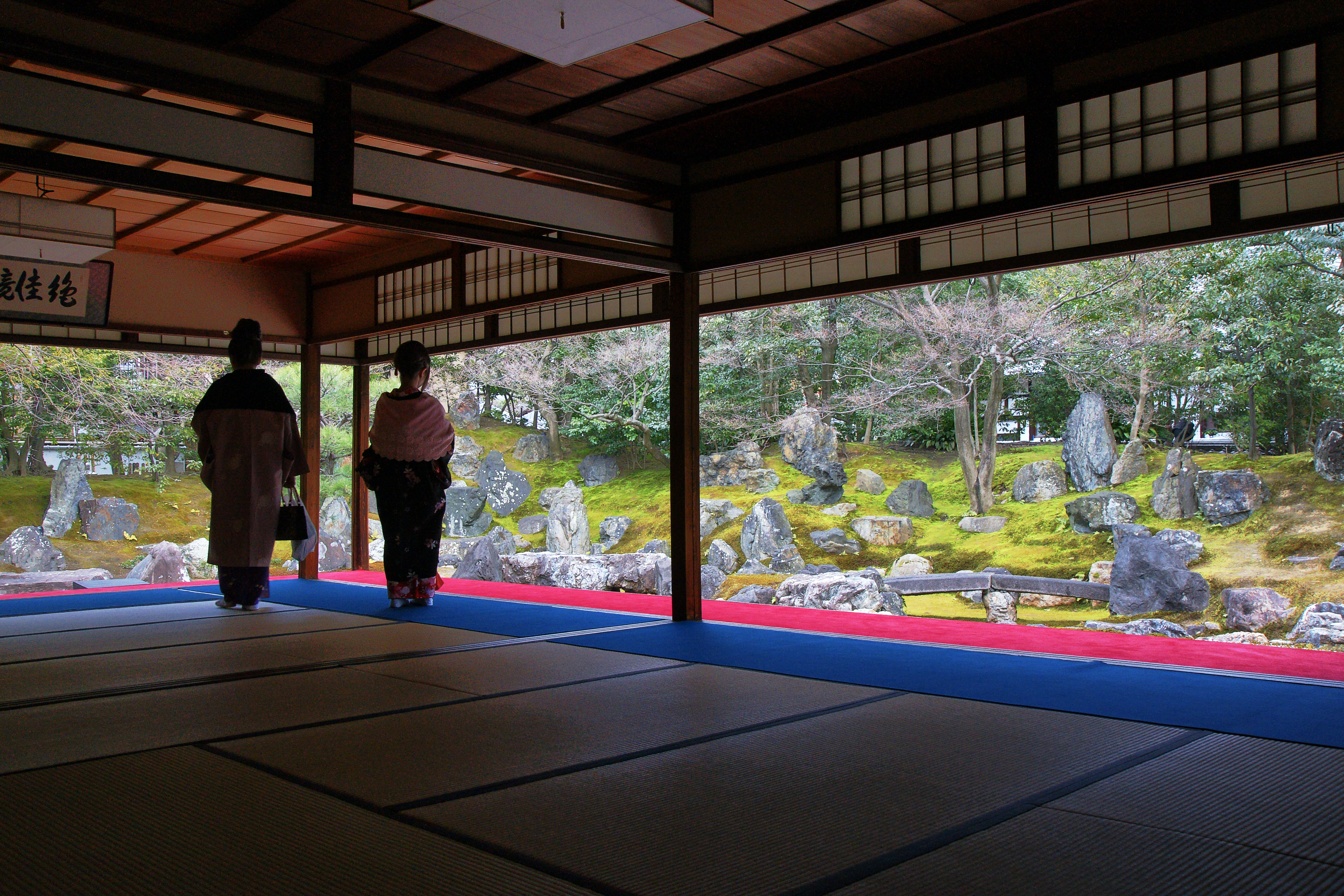
Ház és sziklakert: eszmék és formák a Higasijama-kultúrából

A Higasijama-kultúra (japánul: 東山文化, Higasijama bunka, Hepburn-átírással: Higashiyama bunka) a Muromacsi-koron (1333–1568) belül annak a mintegy négy évtizednek a máig meghatározó jellegű kultúrája, amely Asikaga Josimasza sógun uralkodásának kezdetétől haláláig (1490) tartott. A politikai bizonytalanság és a véres belvillongások (Ónin-háború) idején ez a gyenge kezű sógun a Kiotó keleti részén végighúzódó Higasi-hegyen álló palotájában, a Ginkakudzsiban maga köré gyűjtötte és patronálta a kor legjobb művészeit, de odavonzotta a művészetkedvelő daimjókat éppúgy, mint a városlakókat (csónin) is. Itt indult friss virágzásnak a teaszertartás, a lakkművesség, a kerttervezés, az ikebana, a tusfestés, itt dolgozott például Szessú Tójó. A Higasijama-kultúrának a júgen és vabi fogalmakban megtestesülő szépművészeti elvei, a rejtélyesség, az allúzió, a visszafogottság, a keresetlen és csak annál rafináltabb egyszerűség máig a japán esztétika legmagasabb rendű eszményeit képviselik.